# 카타리나 폰 브란덴부르크
카타리나 폰 브란덴부르크(독일어: Katharina von Brandenburg, 1604년 5월 28일 – 1649년 8월 27일)은 트란실바니아의 군주 중 한 명으로 1629년부터 1630년까지 트란실바니아를 다스렸다.
그녀는 브란덴부르크 선제후인 요한 지그스문트와 프로이센의 안나 사이에서 태어났다. 1626년에는 트란실바니아의 공작을 역임한 베틀렌 가보르와 결혼하면서 베틀렌의 후계자로 지목되었다. 트란실바니아의 전성기를 이끈 가보르가 1629년 11월 25일에 사망하자 그녀는 군주직에 올랐지만 처키 이슈트반(Csáky István)을 지원하는 바람에 1년 밖에 왕위를 유지하지 못했다.
트란실바니아를 신성 로마 제국의 영지로 되돌리려는 그녀의 정책은 1630년 9월 21일 그녀가 폐위당하는 원인이 되었다. 그녀의 후계자로 베틀렌 이슈트반(Bethlen István)이 지목되었지만 결국 트란실바니아의 군주는 라코치 죄르지 1세로 임명되었다. 그녀는 1633년에 로마 가톨릭교회로 개종하고 1639년 작센로렌부르크의 프란시스 카를과 결혼했다. 그녀는 45살의 나이인 1649년 8월 27일 사망했다.